# Жером Жанне
Жером Жанне (фр. Jérôme Jeannet, 26 січня 1977) - французький фехтувальник, олімпійський чемпіон, брат Фабріса Жанне.

## Виступи на Олімпіадах
| Олімпіада  | Дисципліна           | Місце |
| ---------- | -------------------- | ----- |
| Афіни 2004 | шпага, командні      | 1     |
| Пекін 2008 | шпага, індивідуальні | 10    |
| Пекін 2008 | шпага, командні      | 1     |